# Sorriso EC
Sorriso EC is een Braziliaanse voetbalclub uit Sorriso in de staat Mato Grosso. 

## Geschiedenis
De club werd in 1985 opgericht en werd twee keer staatskampioen. In 1993 en 1994 nam de club deel aan de Copa do Brasil. De club werd telkens in de eerste ronde uitgeschakeld door respectievelijk Grêmio en Vitória.

## Erelijst
Campeonato Mato-Grossense
1992, 1993